# Elektrische Bahn Altstätten-Gais
La Elektrische Bahn Altstätten-Gais (acronimo AG, poi diventata Altstätten-Gais-Bahn) è stata una compagnia ferroviaria della Svizzera, esistita dal 1909 al 1949.  
La società era proprietaria della ferrovia Altstätten-Gais, una linea a scartamento ridotto lunga quasi otto chilometri e dotata di cremagliera in alcuni tratti, in esercizio dal 1911 e tuttora in funzione. La Rheintalische Strassenbahn, un'azienda tranviaria del Canton San Gallo, assunse la gestione della linea. 

## Storia

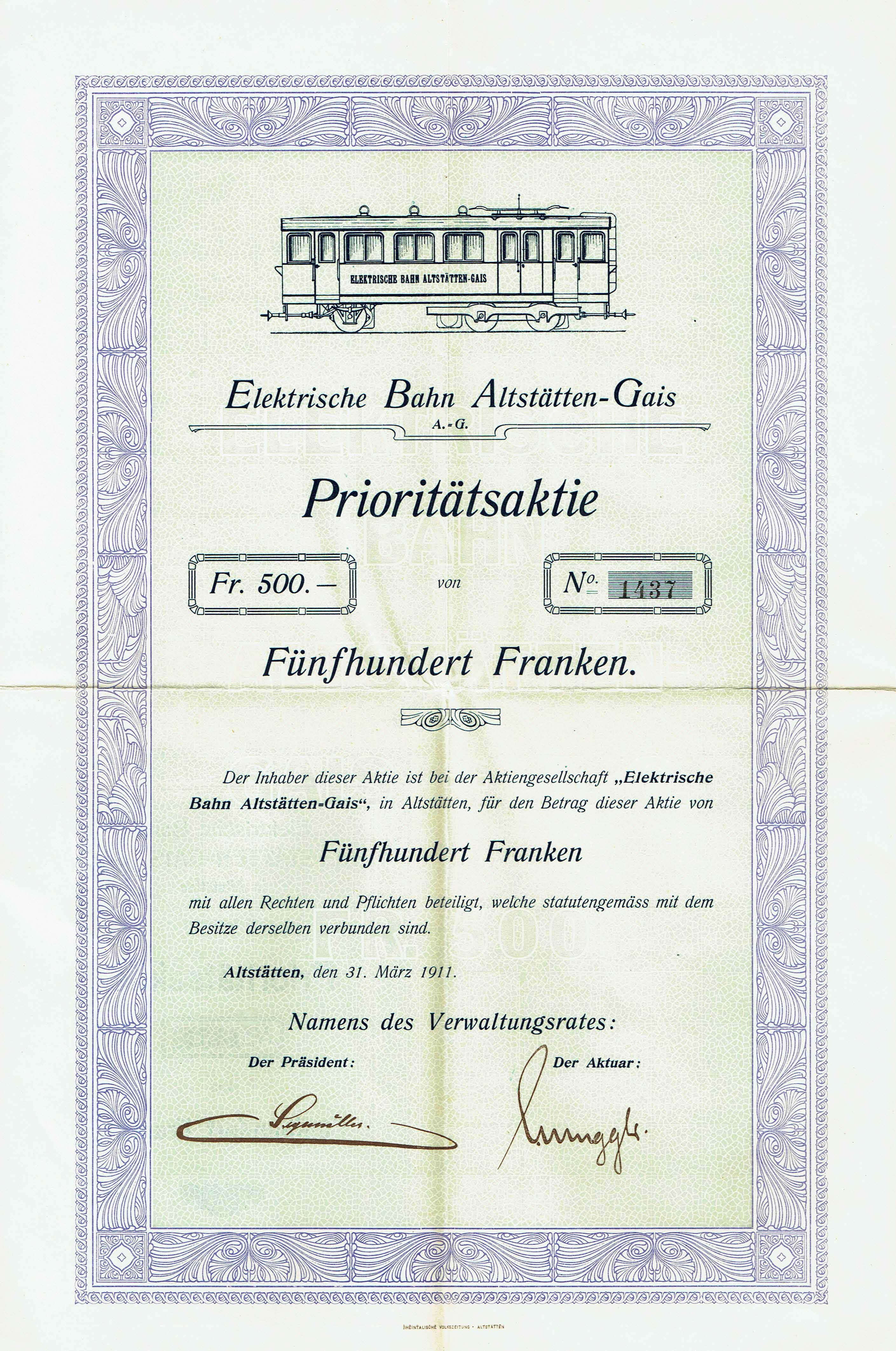
Azione della ferrovia elettrica Altstätten-Gais del 31 marzo 1911

La società fu fondata il 16 dicembre 1909 con un'assemblea generale costituente. All'assemblea erano presenti 102 azionisti, per un totale di 2295 azioni. 

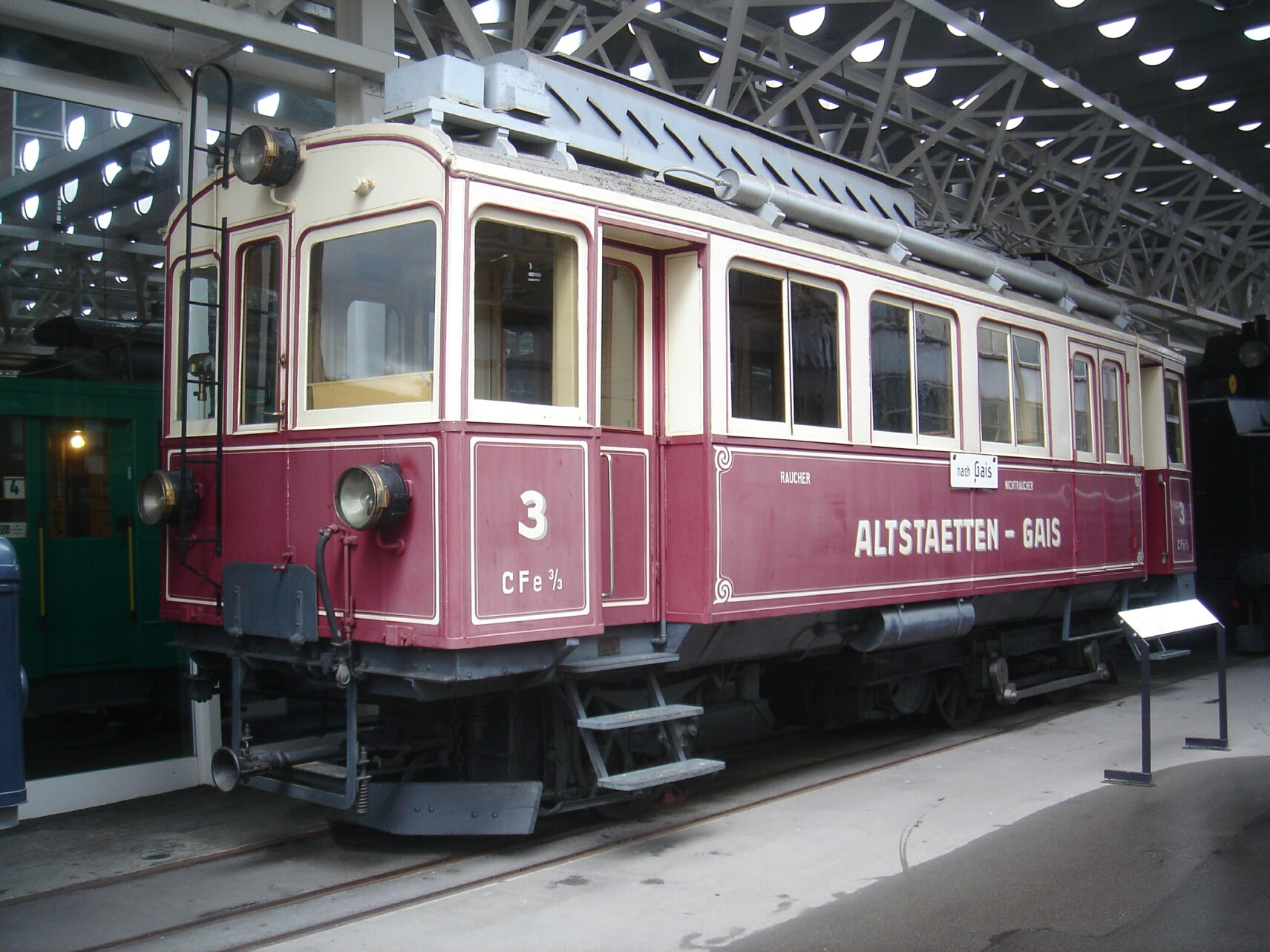
AG CFe 3/3 restaurata

La linea Altstätten-Gais entrò in funzione il 18 novembre 1911 con l'impiego di tre automotrici del tipo CFe 3/3. Da Gais c'erano collegamenti con San Gallo e Appenzello. Nella valle del Reno c'erano collegamenti con il tram per Diepoldsau e Berneck. Dal 26 giugno 1912, dopo la posa di un binario attraverso il centro storico di Altstätten, era possibile raggiungere la stazione ferroviaria delle FFS anche in tram.
La società fu in perdita per la maggior parte del tempo. Non si sa se la società sia mai riuscita a costituire delle riserve economiche. L'inizio della prima guerra mondiale, in particolare, rese impossibile un'attività redditizia, poiché la ferrovia trasportava principalmente passeggeri e poche merci, e inoltre dipendeva principalmente dal turismo. I pendolari rappresentavano solo una piccola parte dei passeggeri. Nel 1915 i debiti a breve termine furono convertiti in obbligazioni a lungo termine, in una difficile procedura perché nessuna banca era disposta a fornire credito a lungo termine. Solo quando si trovarono persone che fossero personalmente responsabili degli interessi si poterono emettere obbligazioni a lungo termine. Nel 1920, la società pagava solo 357 franchi di interessi per 100 000 franchi di capitale. In questi anni, non aveva più debiti a breve termine. L'azienda fu redditizia solo tra il 1917 e il 1922.
Il 18 novembre 1931, l'AG rescisse il contratto con la Rheintalische Strassenbahnen, che aveva precedentemente assunto la gestione della linea. Furono avviate nuove trattative con la società tranviaria, alle quali partecipò anche il Canton San Gallo. Poiché la società tranviaria era anche il fornitore di energia elettrica della ferrovia, fu necessario raggiungere un accordo. Nel 1932, la società tranviaria era disposta a continuare a operare solo in cambio di una sovvenzione di 13 500 franchi. Il Canton San Gallo avrebbe coperto questo importo. L'esercizio poteva essere mantenuto solo con le sovvenzioni dei cantoni e dei comuni. A causa dell'aumento del traffico automobilistico, il numero di viaggiatori diminuì continuamente. Già nel 1943 si valutò se non fosse più redditizio sostituire la ferrovia con una linea di autobus o passare al servizio di filobus. Nel 1947 la società cambiò denominazione sociale in Altstätten-Gais-Bahn.
L'ultima assemblea generale dell'azienda si svolse il 17 luglio 1948. Nel 1949, la AG si fuse con la Elektrische Bahn St. Gallen-Gais-Appenzell (SGA), che assunse la denominazione di St. Gallen-Gais-Appenzell-Altstätten-Bahn. Quest'ultima è ora integrata nella Appenzeller Bahnen (AB), che gestisce anche la linea dell'AG da Altstätten a Gais.